# Fútbol Club Barcelona "B" (baloncesto)
El F. C. Barcelona "B" es un equipo de baloncesto español con sede en la ciudad de Barcelona, que compite en Tercera FEB, cuarta categoría de baloncesto. Es el filial del  FC Barcelona. Disputa sus partidos en la Ciutat Esportiva Joan Gamper.

## Denominaciones
- F.C. Barcelona B (1997-2000)
- F.C. Barcelona (2000-2004)
- Winterthur F.C. Barcelona (2004-2005)
- Regal F.C. Barcelona (2010-2011)
- Barça Regal (2011-2012)
- F.C. Barcelona Regal (2012-2013)
- F.C. Barcelona (2013-2015)
- F.C. Barcelona Lassa (2015-2018)
- Barça Lassa (2018-2019)
- Barça (2019-)

## Temporadas
| Temporada | Nivel | División    | Pos. | Postemporada              | TR    | PO       | Copa           | Copa |
| --------- | ----- | ----------- | ---- | ------------------------- | ----- | -------- | -------------- | ---- |
| 1997-98   | 3     | Liga EBA    | 1.º  | Cuartos final (5.º)       | 20-6  | 3-1      | Copa EBA       | SC   |
| 1998-99   | 3     | Liga EBA    | 4.º  | –                         | 19-11 | –        | –              | –    |
| 1999-00   | 3     | Liga EBA    | 6.º  | –                         | 14-12 | –        | –              | –    |
| 2000-01   | 4     | Liga EBA    | 4.º  | –                         | 19-11 | –        | –              | –    |
| 2001-02   | 4     | Liga EBA    | 5.º  | –                         | 20-12 | –        | –              | –    |
| 2002-03   | 4     | Liga EBA    | 3.º  | Final (1.º)               | 20-10 | (1-1)3-0 | –              | –    |
| 2003-04   | 4     | Liga EBA    | 4.º  | –                         | 21-9  | –        | –              | –    |
| 2004-05   | 4     | Liga EBA    | 9.º  | –                         | 15-15 | –        | –              | –    |
| 2005-10   | –     | –           | –    | –                         | –     | –        | –              | –    |
| 2010-11   | 3     | LEB Plata   | 10.º | –                         | 11-17 | –        | –              | –    |
| 2011-12   | 3     | LEB Plata   | 7.º  | Semifinal (5.º)/ Ascenso  | 12-12 | 3-3      | –              | –    |
| 2012-13   | 2     | LEB Oro     | 10.º | –                         | 11-15 | –        | –              | –    |
| 2013-14   | 2     | LEB Oro     | 13.º | Descenso                  | 5-21  | –        | –              | –    |
| 2014-15   | 3     | LEB Plata   | 13.º | Ascenso                   | 9-19  | –        | –              | –    |
| 2015-16   | 2     | LEB Oro     | 12.º | –                         | 13-17 | –        | –              | –    |
| 2016-17   | 2     | LEB Oro     | 14.º | –                         | 13-21 | –        | –              | –    |
| 2017-18   | 2     | LEB Oro     | 12.º | –                         | 13-21 | –        | –              | –    |
| 2018-19   | 2     | LEB Oro     | 17.º | Descenso                  | 9-25  | –        | –              | –    |
| 2019-20   | 3     | LEB Plata   | 7.º  | –                         | 14-11 | –        | –              | –    |
| 2020-21   | 3     | LEB Plata   | 1.º  | Semifinal (2.º)/ Descenso | 21-5  | 4-2      | Copa LEB Plata | SC   |
| 2021-22   | 4     | Liga EBA    | 1.º  | Fase final (1.º)          | 21-1  | (1-0)3-0 | –              | –    |
| 2022-23   | 4     | Liga EBA    | 2.º  | [ 7 ]                     | 20-6  | –        | –              | –    |
| 2023-24   | 4     | Liga EBA    | 1.º  | [ 7 ]                     | 22-4  | –        | –              | –    |
| 2024-25   | 4     | Tercera FEB | 4.º  | –                         | 18-8  | –        | –              | –    |